# Homonotus
Homonotus ist eine Gattung der Wegwespen (Pompilidae). In Europa tritt nur eine Art, Homonotus sanguinolentus (Fabricius, 1793), auf.

## Merkmale
Bei den Arten der Gattung Homonotus handelt es sich um mittelgroße Wegwespen, deren Körper charakteristisch projektilförmig ist. Ihr Kopf hat eine konvexe Frons, Vertex und Schläfen sind scharf gerandet. Die Stirnplatte (Clypeus) ist langgestreckt und flach. Ihr Apikalrand ist konvex. Das Labrum ist von der Stirnplatte verdeckt. Die Fühler sind kurz, das dritte Segment ist ungefähr 2 bis 2,2 Mal so lang, wie dick. Die Mandibeln haben ein zusätzliches Zähnchen. Das Pronotum ist länger als das Mesoscutum. Das Metanotum hat hinten doppelte Fortsätze. Das Metapostnotum ist durch das Metanotum verdeckt und nur seitlich sichtbar. Das Propodeum hat posterolateral dreieckige Fortsätze, der Rücken ist lang und glatt. Die Vorderflügel sind schwach bräunlich getönt. Das Flügelmal (Pterostigma) ist groß, die dritte Submarginalzelle ist länger als die zweite. Die Beine haben kurze Dornen. Die Dornen der mittleren und hinteren Schienen (Tibien) sind weißlich. Die Tarsen der Vorderbeine haben bei den Weibchen keine Tarsalkämme. Alle Klauen sind bifid. Das erste Sternum hat mittig einen Fortsatz.

## Lebensweise
Die Wespen jagen Spinnen der Familie Miturgidae.

## Belege